# Duntroon (Nouvelle-Zélande)
Duntroon (de gaélique écossais : Dùn Treòin) est une petite localité formée de fermes, située dans le District de Waitaki dans l’île du Sud de la Nouvelle-Zélande.

## Situation
Bien que traditionnellement considérée comme une ville du North Otatgo (en), elle est en fait située dans l’extrémité la plus au sud de la région de Canterbury. Juste au nord de la ville se trouve le fleuve Waitaki, qui forme la bordure traditionnelle entre les deux régions, bien que la limite officielle ait maintenant été déplacée plus au sud pour incorporer la plus grande partie du district de Waitaki à l’intérieur de la région de Canterbury, y compris la ville de Duntroon.
Vers l’est du village se trouve la rivière Maerewhenua . Près du village, on trouve aussi les « Earthquakes », une formation de falaises calcaires.

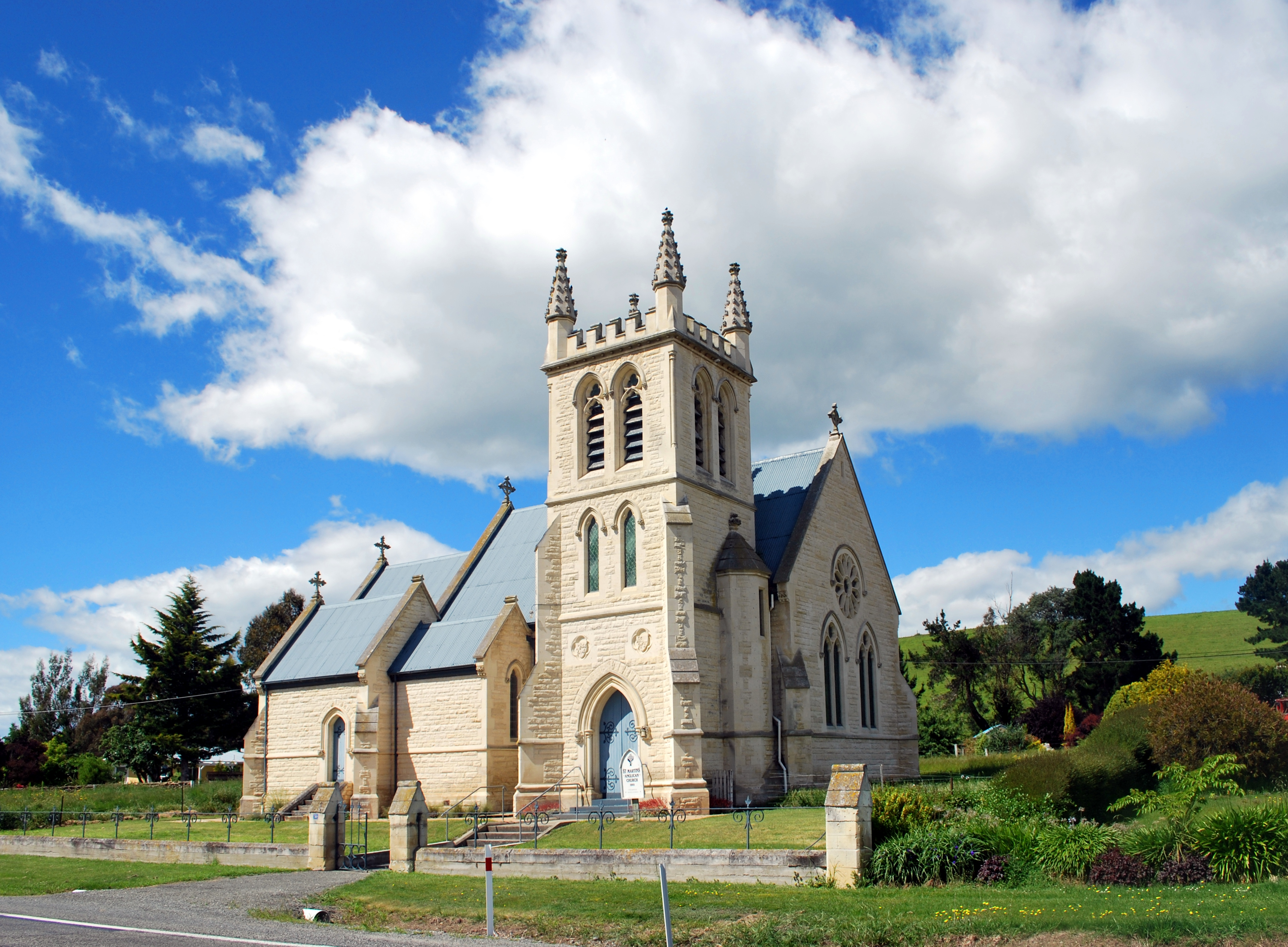
Église anglicane St. Martin

## Population
Selon le recensement de 2001, la ville de Duntroon avait une population de 120 habitants, consistant en 69 femmes et 51 hommes, en augmentation de trois personnes ou 2,6 % par rapport à 1996.
Mais le recensement de 2006 montrait une diminution de la population à seulement 114 habitants.

## Toponymie
La ville est dénommée d’après un colon écossais qui y était fermier : Robert Campbell.
L’activité économique était essentiellement agricole pendant la plus grande partie de l’histoire de la ville, centrée essentiellement sur l’élevage du mouton et la récolte du blé et de l’orge commune.

## Géologie
Le village de Duntroon est le siège du Centre du Vanished World Heritage, dédié à la présentation de la géologie de la région de Waitaki et à la préservation des fossiles d’espèces éteintes, qui ont été retrouvés dans la région. Celles-ci comprennent deux espèces de pingouins du genre Archaeospheniscus (en) : le pingouin de Lowe (en) et le pingouin de Lopdell (en), trouvés dans les formations du Kokoamu Greensand (en).

## Peintures rupestres
La ville est aussi située près de deux sites de peintures rupestres Māori, âgés de plusieurs siècles.

## Média
À 5 km au sud de Duntroon, dans la vallée de Maerewhenua Valley, se trouve un groupe de gros rochers appelés Elephant Rocks (en), qui ont été utilisés pour les besoins des décors du film Le Monde de Narnia : Le Lion, la Sorcière blanche et l'Armoire magique, sorti en 2005. La formation rocheuse est située sur un terrain privé mais peut être aperçue de la route.

## Transport
Duntroon fut autrefois le terminus d'un embranchement de la ligne de chemin de fer, qui ultérieurement devint la branche de Kurow (en), et elle fut l'une des rares villes à avoir été desservies par une gare de chemin de fer pendant la totalité de la durée d’exploitation de la ligne (la plupart des autres gares furent fermées bien avant la clôture de la ligne elle-même).
En 1875, la ligne de chemin de fer allant de la jonction avec la ligne principale du sud (en) jusqu’à la rivière Pukeuri fut ouverte vers Duntroon, mais du fait des difficultés pour installer un pont, la ligne se terminait en dehors de la ville de Duntroon sur la berge est de la rivière Maerewhenua. En 1878, la construction d’une ligne débuta de Duntroon vers la ville de Kurow. Le 2 juillet 1881, la rivière Maerewhenua fut franchie par un pont et Duntroon se trouva reliée au réseau du réseau national du chemin de fer. Le 7 novembre 1881, la ligne au-delà de Duntroon ouvrit et la ville perdit son statut de terminus.
Le chemin de fer desservit la ville pendant plus d’un siècle, fermant au milieu de l’année 1983, et la vieille station de chemin de fer sert maintenant de boutique d’accommodation pour les pécheurs à la mouche et les cyclistes sur le trajet du « A2O cycle trail ». Près du bâtiment de la gare, un vieux réservoir d'eau pour les locomotives à vapeur tient toujours debout dans de bonnes conditions.
Duntroon est sur la route du circuit Alps to Ocean Cycle Trail (en), qui fut construit à partir de 2011 après son acceptation en 2010.